# Astyris gausapata
Astyris gausapata är en snäckart som först beskrevs av Gould 1850.  Astyris gausapata ingår i släktet Astyris och familjen Columbellidae. Inga underarter finns listade i Catalogue of Life.